# Hypsoprora cylindricornis
Hypsoprora cylindricornis är en insektsart som beskrevs av Carl Stål. Hypsoprora cylindricornis ingår i släktet Hypsoprora och familjen hornstritar. Inga underarter finns listade i Catalogue of Life.